# Brigadnoje (Kaliningrad)
Brigadnoje (russisch Бригадное, deutsch Theut, Christoplacken und Zanderlacken) ist ein Ort in der russischen Oblast Kaliningrad, der aus drei ursprünglich eigenständigen Orten zusammengesetzt wurde. Er gehört zur kommunalen Selbstverwaltungseinheit Stadtkreis Polessk im Rajon Polessk.

## Geographische Lage
Brigadnoje liegt vier Kilometer westlich der Rajonsstadt Polessk (Labiau) an der Regionalstraße 27A-024 (ex A190) unweit der Einmündung der Regionalstraße 27A-028 (ex R512). Die nächste Bahnstation ist der Stadtbahnhof Polessk an der Bahnstrecke Kaliningrad–Sowetsk (Königsberg–Tilsit). Bis 1945 war es die Bahnstation in Kuth (heute Teil von Turgenewo).

## Geschichte
Der als Tote im Jahre 1371 ersterwähnte Ort Theut bestand vor 1945 aus mehreren großen Höfen. Das zwei Kilometer südöstlich des Ortes Theut gelegene kleine Gutsdorf Christoplacken fand nach 1540 Erwähnung. Die Ortstelle des kleinen Gutsdorf Zanderlacken liegt zwei Kilometer südwestlich von Theut an der heutigen Regionalstraße 27A-036. Es bestand vor 1945 im Wesentlichen aus zwei großen Höfen.
Im Jahre 1874 wurde die Landgemeinde Theut und der Gutsbezirk Zanderlacken in den neu errichteten Amtsbezirk Legitten (heute russisch: Turgenewo) im Kreis Labiau eingegliedert, während der Gutsbezirk Christoplacken in den Amtsbezirk Pareyken (heute russisch: Seljonoje), gleichfalls im Rajon Labiau, gelangte. Am 30. September 1928 wurden die Gutsbezirke Zanderlacken und Christoplacken in die Landgemeinde Theut eingegliedert.
Im Jahre 1945 kam die Landgemeinde Theut in Kriegsfolge mit dem nördlichen Ostpreußen zur Sowjetunion. Im Jahr 1950 erhielt Theut den russischen Namen Brigadnoje, während Christoplacken und Zanderlacken unter dem russischen Namen Swerewo zusammengefasst wurden, wobei Brigadnoje und Swerewo dem Dorfsowjet Mordowski selski Sowet, dem späteren Tjuleninski selski Sowet, im Rajon Polessk zugeordnet wurden. Vor 1975 wurde Swerewo (wieder) an Brigadnoje angeschlossen. Von 2008 bis 2016 gehörte Brigadnoje zur Landgemeinde Turgenewskoje selskoje posselenije und seither zum Stadtkreis Polessk.

### Einwohnerentwicklung
| Jahr | Einwohner | Bemerkungen                                      |
| ---- | --------- | ------------------------------------------------ |
| 1910 | 190       | Theut: 114, Christoplacken: 23, Zanderlacken: 53 |
| 1933 | 212       |                                                  |
| 1939 | 213       |                                                  |
| 2002 | 77        |                                                  |
| 2010 | 84        |                                                  |

## Kirche
Die drei Orte Theut, Christoplacken und Zanderlacken waren vor 1945 mit ihrer fast ausnahmslos evangelischen Bevölkerung in das Kirchspiel der Kirche Legitten (in Groß Legitten, heute Turgenewo) eingepfarrt. Es gehörte zum Kirchenkreis Labiau in der Kirchenprovinz Ostpreußen der Kirche der Altpreußischen Union. Der Bezug von Brigadnoje zur Kirche Turgenewo ist geblieben. Sie ist heute Filialkirche der Auferstehungskirche in Kaliningrad (Königsberg) innerhalb der Propstei Kaliningrad der Evangelisch-lutherischen Kirche Europäisches Russland.